# Hildegard Bachert
Hildegard Bachert (* 3. April 1921 in Mannheim; † 17. Oktober 2019 in Brattleboro, Vermont) war eine in Deutschland geborene US-amerikanische Kunsthändlerin und Direktorin der Galerie St. Etienne in New York City.

## Leben
Hildegard Bachert verbrachte ihre Kindheit zusammen mit ihren Eltern und ihrer Schwester Edith in Mannheim. 1933, angesichts der Machtergreifung der Nationalsozialisten, begannen ihre Eltern zu planen, die Töchter zu Verwandten in die USA zu schicken. 1936 begleiteten sie Edith und Hildegard dorthin, mussten aber selbst wenig später zurück nach Deutschland. Beim Novemberpogrom 1938 wurde die Mannheimer Wohnung geplündert. Wenig später gelang den Eltern doch noch die Flucht in die USA, wo sie ihre Kinder wieder trafen. Hildegard Bachert schloss die High School 1939 ab und arbeitete wenig später in der Galerie von Karl Nierendorf in Manhattan. Anderthalb Jahre später engagierte sie ein anderer Emigrant, der aus Wien stammende Otto Kallir, als seine Sekretärin für die Galerie St. Etienne.
Bachert pflegte den Kontakt zu der Künstlerin Grandma Moses, der später berühmtesten US-amerikanischen naiven Malerin. Mit Bacherts Unterstützung konnten die Lebenserinnerungen von Moses erscheinen, die wichtigste Quelle zu ihrer Kunst. Außerdem wurde Hildegard Bachert zur Spezialistin für das Werk von Käthe Kollwitz, deren Kunst eine der Stützen der Galerie war.
Nach dem Tod von Otto Kallir, 1978, wurde Bachert zusammen mit Kallirs Enkelin Jane Kallir Direktorin der Galerie. Gemeinsam setzten sie deren Tradition, österreichische und deutsche Kunst in den USA bekannt zu machen, fort und zeigten in den USA wenig bekannte Künstler wie Paula Modersohn-Becker, Richard Gerstl, Lea Grundig und Jeanne Mammen. Daneben erweiterten sie das Spektrum an naiver Kunst und förderten politisch engagierte Künstlerinnen wie Sue Coe.
Bachert konnte 1992 einen Essay zum Katalog der Kollwitz-Retrospektive in der National Gallery beitragen. Gemeinsam mit Jane Kallir gab sie 1990 die korrigierte und erweiterte zweite Auflage von Otto Kallirs Werkverzeichnis für Egon Schiele heraus. Bachert und Kallir pflegten auch das von Otto Kallir für das Grandma-Moses-Werkverzeichnis zusammengestellte Archiv weiter.
1999 wurde Hildegard  Bachert für ihr Engagement für die deutsche Kunst in den USA mit dem Bundesverdienstkreuz ausgezeichnet. 2015 konnte sie mit Jane Kallir das 75. Jahr ihrer Arbeit in der Galerie St. Etinne feiern.

## Publikationen
- Käthe Kollwitz sammeln. In: Elizabeth Prelinger (Hrsg.): Käthe Kollwitz. Schirmer-Mosel, München / Paris / London 1996.
- Gerd Presler: Zum Tod von Hildegard Bachert, WELTKUNST 2019